# Japonoconger sivicolus
Japonoconger sivicolus és una espècie de peix pertanyent a la família dels còngrids.

## Descripció
- Pot arribar a fer 57 cm de llargària màxima.
- 159-164 radis tous a l'aleta anal.
- Pell molt gruixuda.
- Cap petit.
- Aleta pectoral curta.
- Cos de color marró fosc uniforme.[5][6][7]

## Hàbitat
És un peix marí i batidemersal que viu entre 300 i 535 m de fondària.

## Distribució geogràfica
Es troba al Pacífic nord-occidental: el Japó.

## Observacions
És inofensiu per als humans.